# سیفالیموماب
سیفالیموماب (انگلیسی: Sifalimumab) نوعی آنتی‌بادی منوکلونال انسانی است که برای درمان لوپوس منتشر, درماتومیوزیت و پلی‌میوزیت طراحی شده است. این دارو، اینترفرون a را هدف قرار می‌دهد. سیفالیموماب مراحل کارآزمایی بالینی را طی می‌کند و وارد بازار نشده است.